# Чайна-Бич
«Чайна-Бич» (англ. China Beach) — американский телевизионный драматический сериал с Даной Дилейни в главной роли, шедший на экранах с 1988 по 1991 год на телеканале ABC. За это время было показано четыре сезона, в общей сложности 62 серии.

## Обзор
Шоу показывает войну во Вьетнаме с уникальной точки зрения со стороны женщин, военнослужащих и гражданских лиц, которые присутствовали в этой стране во время конфликта.
В центре сюжета — госпиталь, расположенный в Дананге в Центральном Вьетнаме, жизнь и работа армии США, врачей, медсестер, офицеров, солдат, добровольцев Красного Креста и гражданских лиц. Главная героиня — Коллин МакМерфи, медсестра из Канзаса, мужественная, добрая, сочувствующая пациентам.
Создатели встречались с реальными военнослужащими и медсестрами, чтобы максимально реалистично воссоздать картину того времени. China Beach был любим критиками, но в поздних сезонах имел невысокие рейтинги. Финальный эпизод вышел в эфир 22 июля 1991 года и в результате Дана Дилейни имела право номинироваться на «Эмми» осенью 1992 года, в конечном счете получив главную награду спустя полтора года с момента окончания съёмок.

## В ролях
- Дана Дилейни — лейтенант (позже — капитан) Коллин Макмерфи
- Роберт Пикардо — капитан Дик Ричард
- Марг Хелгенбергер — Карен «Кей Си» Коловски
- Шон Леви — лейтенант
- Майкл Ботмэн — Сэмюэл Беккет
- Кончетта Томей
- Хлоя Уэбб
- Нан Вудс
- Джефф Кобер — сержант Эван «Доджер» Уинслоу
- Тим Райан
- Меган Галлахер
- Нэнси Джайлс
- Нед Вон
- Трой Эванс
- Рики Лэйк

## Награды и номинации

### Эмми
| Год  | Категория                                                                        | Результат |
| ---- | -------------------------------------------------------------------------------- | --------- |
| 1988 | Лучший сценарий в драматическом сериале                                          | номинация |
| 1988 | Выдающаяся операторская работа                                                   | номинация |
| 1988 | Лучшая режиссура в драматическом сериале                                         | номинация |
| 1988 | Лучшие костюмы                                                                   | Лауреат   |
| 1989 | Лучшая актриса в драматическом сериале(Дана Дилейни)                             | Лауреат   |
| 1989 | Лучшие костюмы                                                                   | номинация |
| 1989 | Лучший драматический сериал                                                      | номинация |
| 1989 | Выдающаяся операторская работа                                                   | номинация |
| 1989 | Выдающаяся актриса в драматическом сериале(Хлоя Уэбб)                            | номинация |
| 1989 | Лучшие звуковые эффекты                                                          | номинация |
| 1990 | Лучшие звуковые эффекты                                                          | Лауреат   |
| 1990 | Лучшая актриса второго плана в драматическом сериале (Мардж Хелгенбергер)        | Лауреат   |
| 1990 | Лучшие костюмы                                                                   | номинация |
| 1990 | Лучший драматический сериал                                                      | номинация |
| 1990 | Выдающаяся режиссёрская работа в драматическом сериале                           | номинация |
| 1990 | Выдающаяся актриса в драматическом сериале(Руби Ди)                              | номинация |
| 1990 | Лучшая актриса в драматическом сериале(Дана Дилейни)                             | номинация |
| 1991 | Лучшая актриса в драматическом сериале(Дана Дилейни)                             | номинация |
| 1991 | Лучшая актриса второго плана в драматическом сериале(Мардж Хелгенбергер)         | номинация |
| 1991 | Выдающаяся актриса Отзывы в драматическом сериале(Пенни Фуллер)                  | номинация |
| 1991 | Лучший драматический сериал                                                      | номинация |
| 1991 | Лучшая режиссура в драматическом сериале                                         | номинация |
| 1991 | Лучшие костюмы                                                                   | номинация |
| 1992 | Лучшая актриса в драматическом сериале(Дана Дилейни)                             | Лауреат   |
| 1992 | Лучшие костюмы                                                                   | номинация |
| 1992 | Выдающиеся индивидуальные достижения в области режиссуры в драматическом сериале | номинация |
| 1992 | Лучшие звуковые эффекты                                                          | номинация |
| 1992 | Выдающиеся сценарная группа                                                      | номинация |
| 1992 | Лучшая актриса второго плана в драматическом сериале(Мардж Хелгенбергер)         | номинация |

### Золотой Глобус
| Год  | Категория                                                                                        | Результат |
| ---- | ------------------------------------------------------------------------------------------------ | --------- |
| 1990 | Лучший драматический сериал                                                                      | Лауреат   |
| 1990 | Лучшая актриса в драматическом сериале(Дана Дилейни)                                             | номинация |
| 1991 | Лучший драматический сериал                                                                      | номинация |
| 1991 | Лучшая актриса в драматическом сериале(Дана Дилейни)                                             | номинация |
| 1991 | Лучшая актриса второго плана роль в мини-сериале или фильме сделанном для ТВ(Мардж Хелгенбергер) | номинация |